# Batalla de Megido (609 a. C.)
En la batalla de Megido del año 609 a. C., los ejércitos de Egipto vencieron a los del reino de Judá.
Como se describe en Reyes II 23:29, cuando acudían en ayuda de los asirios de Ashur-uballit II, los egipcios bajo el mando del faraón Necao II, fueron confrontados en la Vía Maris de Megiddo por el ejército de Judá, dirigido por su rey Josías, quien resultó muerto en la batalla y su reino se convirtió en un estado vasallo de Egipto.
Más tarde, Egipto no fue capaz de impedir la derrota de los asirios a manos del rey babilonio Nabucodonosor II cuatro años después en la batalla de Karkemish.
- Datos: Q913818